# Javorník (ort i Tjeckien, Pardubice, lat 49,78, long 16,43)
Javorník är en ort i Tjeckien.   Den ligger i regionen Pardubice, i den östra delen av landet, 150 km öster om huvudstaden Prag. Javorník ligger 481 meter över havet och antalet invånare är 343.
Terrängen runt Javorník är platt österut, men västerut är den kuperad.Runt Javorník är det ganska tätbefolkat, med 108 invånare per kvadratkilometer. Närmaste större samhälle är Svitavy, 4,2 km sydost om Javorník. I omgivningarna runt Javorník växer i huvudsak blandskog.